# 姆班扎恩古恩古
姆班扎恩古恩古是剛果民主共和國的城市，由中剛果省負責管轄，位於該國西部，距離首都金沙薩約154公里，曾經是旅遊度假區，人口約100,000。
5°15′S 14°52′E / 5.250°S 14.867°E